# Gråharu, Nagu
Gråharu är en ö nära Borstö i Nagu,  Finland. Den ligger i Skärgårdshavet i Pargas stad i den ekonomiska regionen  Åboland i landskapet Egentliga Finland, i den sydvästra delen av landet. Ön ligger omkring 5 kilometer norr om Borstö, 32 kilometer söder om Nagu kyrka, 63 kilometer söder om Åbo och omkring 170 kilometer väster om Helsingfors. Närmaste allmänna förbindelse är förbindelsebryggan vid Lökholm som trafikeras av M/S Nordep. Gråharu ligger 11 meter över havet.
Öns area är 3,5 hektar och dess största längd är 280 meter i nord-sydlig riktning.